# Kristian Sandfeld
Kristian Sandfeld (* 17. Januar 1873 in Vejle; † 22. Oktober 1942) war ein dänischer Romanist, Rumänist und Balkanlinguist.

## Leben und Werk
Jens Kristian Sandfeld Jensen (ab 31. Oktober 1918 ohne den Vaternamen Jensen) machte 1871 Abitur in Vejle und studierte dann in Kopenhagen bei Vilhelm Thomsen und Kristoffer Nyrop. Er habilitierte sich mit Rumaenske Studier. I. Infinitiv og udtrykkene derfor i Rumaensk og Balkansprogene, en sammenlignende undersøgelse, Kopenhagen 1900. Sandfeld war von 1914 bis zu seinem Tod Professor für romanische Philologie in Kopenhagen.

## Weitere Veröffentlichungen
- Molière og hans modstandere 1662–1664 [Molière und seine Gegner], Kopenhagen 1893
- Nationalfølelsen og sproget, Kopenhagen 1910
- Sprogvidenskaben. En kortfattet fremstilling af dens metoder og resultater, Kopenhagen 1913, 2. Auflage 1923
- Die Sprachwissenschaft, Leipzig/Berlin 1915, 2. Auflage 1923
- Balkanfilologien. En oversigt over dens resultater og problemer, Kopenhagen 1926
- Vilhelm Thomsen (25. Januar 1842 – 12. Maj 1927), Kopenhagen 1927
- Syntaxe du français contemporain. 1: Les Pronoms, Paris 1928; 2: Les Propositions subordonnées, Paris 1936; 3: L’Infinitif, Kopenhagen/Paris 1943, 2. Auflage, 3 Bde., Paris/Genf 1965, 3. Auflage 1978
- Linguistique balkanique. Problèmes et résultats, Paris 1930, 2. Auflage, Paris 1968
- (zusammen mit Hedwig Olsen [1872–1950]) Syntaxe roumaine. 1. Emploi des mots à flexion, Paris 1936; 2. Les groupes de mots, Kopenhagen 1960; Structure de la proposition, Kopenhagen 1962